# كريستيان جوانكا
كريستيان جوانكا (بالإسبانية: Cristian Guanca)‏ وهو لاعب كرة قدم أرجنتيني في خط الهجوم ولد في يوم 26 مارس 1993 في بلدة دون توركواتو في الأرجنتين ويلعب حالياً لصالح نادي التعاون السعودي.

## مسيرة اللاعب
لعب سابقاً في عدة أندية تشاكاريتا وكولون الأرجنتينيين ونادي إيميلك الإكوادوري ونادي قاسم باشا التركي وأُعير إلى نادي الاتفاق السعودي في صيف 2018 و انتقل إلى نادي الشباب في عام 2019 وأُعير إلى نادي العين الإماراتي في صيف 2021.وعاد إلى نادي الشباب بعد إنتهاء فترة الإعارة في يوليو 2022

## وصلات خارجية
كريستيان جوانكا على موقع قاعدة بيانات كرة القدم.إي يو (الإنجليزية)
- كريستيان جوانكا على موقع Soccerway.com (الإنجليزية)
- كريستيان جوانكا على موقع عالم كرة القدم.نت (الإنجليزية)